# Деревини
Дереви́ни — село в Україні, у Городнянській міській громаді Чернігівського району Чернігівської області. Відстань до центру громади становить понад 27 км і проходить автошляхом місцевого значення.
Поблизу села розташований пункт контролю Деревини — Тереховка на кордоні з Білоруссю.
На схід від села розташований ботанічний заказник місцевого значення «Кримок».

## Історія
12 червня 2020 року, відповідно до розпорядження Кабінету Міністрів України № 730-р від «Про визначення адміністративних центрів та затвердження територій територіальних громад Чернігівської області», село увійшло до складу Городнянської міської громади.
19 липня 2020 року, в результаті адміністративно-територіальної реформи та ліквідації Городнянського району, село увійшло до складу Чернігівського району.

## Населення
Згідно з переписом УРСР 1989 року чисельність наявного населення села становила 905 осіб, з яких 373 чоловіки та 532 жінки.
За переписом населення України 2001 року в селі мешкало 648 осіб.

### Мова
Розподіл населення за рідною мовою за даними перепису 2001 року:
| Мова            | Кількість | Відсоток |
| --------------- | --------- | -------- |
| українська      | 633       | 97.09%   |
| білоруська      | 15        | 2.30%    |
| російська       | 3         | 0.46%    |
| інші/не вказали | 1         | 0.15%    |
| Усього          | 652       | 100%     |